# 着信音
着信音（ちゃくしんおん）またはリングトーン（ringtone, RT）とは、電話機に電話や電子メールなどが着信していることを知らせるための音である。
当初は電気機械式のベル（電鈴）が使用されていたが、電子音を経て、音楽（着信メロディ）が奏でられるようになり、さらには音声ファイルを再生する着ボイス・着うたにまで発展した。

## 背景
電話網から着信が通知されたとき、電話機は「鳴動」（ring）し、電話機の所有者に電話に出るよう促す。固定電話網（公衆交換電話網、PSTN）においては、着信の通知は交換機が発生する電流（呼出信号）によって行われる。初期の電話機は、この電流をそのまま電気機械式のベルに流して音を出していた。英語において着信時の電話機の鳴動を"ring"（「鐘を鳴らす」の意味）と呼称するのはこのためである。携帯電話やIP電話などにおいては、帯域外で着信を通知するメッセージが電話機に送られ、電話機が、あらかじめ設定した着信音を鳴らす。着信側の電話機で着信音が鳴っているとき、発信側の電話機では呼出音（リングバックトーン、RBT）が鳴っている。
PSTNで用いられる呼出信号は、北アメリカでは周波数20ヘルツ、電圧90ボルトの交流電流である。アメリカのいくつかの電話会社では、着信音を使い分けられるように複数の周波数（20/30/40Hz、22/33/44Hzなど）を使用した。ヨーロッパでは、周波数は25ヘルツで、電圧は60 - 90ボルトである。日本では、周波数は15 - 20ヘルツ、電圧は75ボルトで、1秒オン・2秒オフの3秒周期と郵政省令（事業用電気通信設備規則）で定められている。なお、この時間周期は呼出音と同一であるが、着信音と呼出音は必ずしも同期はしていない。
後の電話機では、呼出信号を検出したら、ベルを鳴らすのではなく電子音を鳴らすようになった。